# Kazsok, Somogy
Kazsok  este un sat în districtul Kaposvár, județul Somogy, Ungaria, având o populație de 351 de locuitori (2011). 

## Demografie
Componența etnică a satului Kazsok
     Maghiari (79,84%)
     Romi (18,59%)
     Germani (1,57%)
Componența confesională a satului Kazsok
     Romano-catolici (51,85%)
     Fără religie (9,69%)
     Reformați (7,98%)
     Necunoscută (30,48%)
     Alte religii (1,71%)
Conform recensământului din 2011, satul Kazsok avea 351 de locuitori. Din punct de vedere etnic, majoritatea locuitorilor (79,84%) erau maghiari, existând și minorități de romi (18,59%) și germani (1,57%).  Din punct de vedere confesional, majoritatea locuitorilor (51,85%) erau romano-catolici, existând și minorități de persoane fără religie (9,69%) și reformați (7,98%). Pentru 30,48% din locuitori nu este cunoscută apartenența confesională.